# Bósnia e Herzegovina nos Jogos Olímpicos de Verão de 2008
A Bósnia e Herzegovina participou dos Jogos Olímpicos de Verão de 2008, em Pequim, na China. O país estreou nos Jogos em 1992 e esta foi a sua 5ª participação.

## Desempenho

### Atletismo
| Atleta        | Prova                       | Elim. | Elim. | 1/4 de final | 1/4 de final | Semifinal | Semifinal | Final        | Final       |
| Atleta        | Prova                       | Tempo | Pos.  | Tempo        | Pos.         | Tempo     | Pos.      | Tempo        | Pos.        |
| ------------- | --------------------------- | ----- | ----- | ------------ | ------------ | --------- | --------- | ------------ | ----------- |
| Hamza Alić    | Arremesso de peso masculino | 19.87 | 17    |              |              |           |           | Não avançou  | Não avançou |
| Lucija Kimani | Maratona feminina           |       |       |              |              |           |           | 2:35:47 (NR) | 42          |

### Judô
| Atleta     | Categ.            | 1/16 de final                | 1/8 de final                     | 1/4 de final           | Semifinais             | Final                  | Repescagem 1ª fase            | Repescagem 1/4 de final      | Repescagem Semifinais  | Disputa do Bronze      |
| Atleta     | Categ.            | Adversário e resultado       | Adversário e resultado           | Adversário e resultado | Adversário e resultado | Adversário e resultado | Adversário e resultado        | Adversário e resultado       | Adversário e resultado | Adversário e resultado |
| ---------- | ----------------- | ---------------------------- | -------------------------------- | ---------------------- | ---------------------- | ---------------------- | ----------------------------- | ---------------------------- | ---------------------- | ---------------------- |
| Amel Mekić | −100 kg masculino | USA Adler Volmar V 0200-0000 | KAZ Askhat Zhitkeyev D 0001-1010 |                        |                        |                        | KUW Talal Alenezi V 1100-0001 | HUN Daniel Hadfi D 0011-1001 | Não avançou            | Não avançou            |

### Natação
| Atleta      | Prova                     | Elim. | Elim. | Semifinal   | Semifinal   | Final       | Final       |
| Atleta      | Prova                     | Tempo | Pos.  | Tempo       | Pos.        | Tempo       | Pos.        |
| ----------- | ------------------------- | ----- | ----- | ----------- | ----------- | ----------- | ----------- |
| Nedim Nišić | 100 m borboleta masculino | 57.16 | 64    | Não avançou | Não avançou | Não avançou | Não avançou |

### Tiro
| Atleta         | Prova                            | Qual.  | Qual. | Final       | Final       |
| Atleta         | Prova                            | Escore | Pos.  | Escore      | Pos.        |
| -------------- | -------------------------------- | ------ | ----- | ----------- | ----------- |
| Nedžad Fazlija | Carabina de ar 10 m masculino    | 588    | 35    | Não avançou | Não avançou |
| Nedžad Fazlija | Carabina deitado 50 m masculino  | 586    | 45    | Não avançou | Não avançou |
| Nedžad Fazlija | Carabina três posições masculino | 1148   | 43    | Não avançou | Não avançou |